# Andrzej Głąb

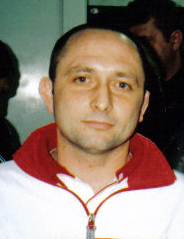
Andrzej Głąb

Andrzej Głąb (* 10. November 1966 in Chełm) ist ein ehemaliger polnischer Ringer. Er gewann bei den Olympischen Spielen 1988 in Seoul eine Silbermedaille im griechisch-römischen Stil im Papiergewicht.

## Werdegang
Andrzej Głąb, der den Beruf eines Mechanikers erlernte, begann als Jugendlicher mit Karate, wechselte aber schon bald zum Ringen. Als Mitglied des Sportclubs Gryfa Chełm von 1982 bis 1999 wurde er von Andrzei Wojda und in der Nationalmannschaft von Stanisław Krzesiński und Ryszard Swierad trainiert. Er konzentrierte sich voll auf den griechisch-römischen Stil und rang immer im Papiergewicht, der Gewichtsklasse bis 48 kg Körpergewicht.
1986 begann seine internationale Laufbahn, als er bei der Junioren-Europameisterschaft in Malmö im Papiergewicht den 4. Platz belegte. Im gleichen Jahr wurde er auch schon bei der Weltmeisterschaft in Budapest eingesetzt und erreichte dort einen guten 5. Platz. Ähnliche Plätze belegte er auch bei der Europameisterschaft 1987 in Tampere (5.), bei der Weltmeisterschaft 1987 in Clermont-Ferrand (4.) und bei der Europameisterschaft 1988 in Kolbotn bei Oslo (4.). Magyatdin Allachwerdijew aus der UdSSR, Bratan Zenow aus Bulgarien, Markus Scherer aus der Bundesrepublik Deutschland, Lars Rønningen aus Norwegen und Vincenzo Maenza aus Italien waren die Ringer, an denen er bei diesen Meisterschaften nicht vorbeikam.
Den größten Erfolg seiner Laufbahn erzielte Andrzej Głąb bei den Olympischen Spielen 1988 in Seoul. Im Papiergewicht gewann er hinter Vincenzo Maenza die Silbermedaille. Ermöglicht wurde das vor allem durch seinen klaren Punktsieg (10:5 techn. Punkte) im Poolfinale über den amtierenden Weltmeister Magyatdin Allachwerdijew. Im Finale verlor er gegen Vincenzo Maenza mit 0:3 techn. Punkten.
1989 belegte Andrzej Głąb bei der Europameisterschaft in Oulu noch einmal einen guten 4. Platz und bei der Weltmeisterschaft des gleichen Jahres platzierte er sich auf dem 5. Rang, den er sich mit einem 5:0-Punktsieg über Georgio Nikitas aus Griechenland erkämpfte. Danach gelangen ihm keine so guten Resultate mehr. Bei der Europameisterschaft 1990 in Posen erreichte den 7. Platz und bei der Weltmeisterschaft 1991 in Warna kam er nur auf den 11. Platz.
Er beendete daraufhin seine internationale Ringerlaufbahn und ließ sich an der polnischen Sporthochschule AWF zum Sportlehrer ausbilden. Anschließend wurde er Trainer bei seinem Stammverein Gryfa Chełm, wo er Dariusz und Piotr Jabłoński zu Weltklasseringern formte.

## Internationale Erfolge
| Jahr | Platz  | Wettbewerb                            | Gewichtsklasse | |
| 1986 | 4.     | Junioren-EM (Espoirs) in Malmö        | Papier         | hinter Igor Petrenko, UdSSR, Radu Strubert, Rumänien u. Daniel Lankow, Bulgarien                                    |
| 1986 | 5.     | WM in Budapest                        | Papier         | hinter Magyatdin Allachwerdijew, UdSSR, Bratan Zenow, Bulgarien, Reinaldo Jimenez, Kuba u. Lars Rønningen, Norwegen |
| 1987 | 3.     | Grand Prix in Budapest                | Papier         | hinter Markus Scherer, BRD u. László Bíró, vor József Faragó, bde. Ungarn                                           |
| 1987 | 5.     | EM in Tampere                         | Papier         | hinter Vincenzo Maenza, Italien, Bratan Zenow, Sergei Suworow, UdSSR u. Markus Scherer                              |
| 1987 | 4.     | WM in Clermont-Ferrand                | Papier         | hinter Magyatdin Allachwerdijew, Vincenzo Maenza und Lars Rønningen                                                 |
| 1987 | 3.     | FILA_Grand-Prix-Gala in Budapest      | Papier         | hinter Vincenzo Maenza u. Bratan Zenow, vor Markus Scherer, Reinaldo Jimenez u. Magyatdin Allachwerdijew            |
| 1988 | 6.     | Großer Preis der BRD in Aschaffenburg | Papier         | hinter Sergei Suworow, Yoon Hu-ok, Südkorea, Markus Scherer, Fuat Yıldız, Türkei u. Freddy Scherer, BRD             |
| 1988 | 4.     | EM in Kolbotn                         | Papier         | hinter Lars Rønningen, Sergei Suworow u. Bratan Zenow, vor Fuat Yıldız u. Freddy Scherer                            |
| 1988 | Silber | OS in Seoul                           | Papier         | hinter Vincenzo Maenza, vor Bratan Zenow, Magyatdin Allachwerdijew, Khalid Al-Faraj, Syrien u. Markus Scherer       |
| 1988 | 1.     | FILA-Grand-Prix-Gala in Budapest      | Papier         | vor József Faragó                                                                                                   |
| 1989 | 4.     | EM in Oulu                            | Papier         | hinter Markus Scherer, David Jankow, Bulgarien u. Oleg Kutscherenko, UdSSR, vor József Faragó                       |
| 1989 | 5.     | WM in Martigny                        | Papier         | hinter Oleg Kutscherenko, Lars Rønningen, Kwan Duk-yong, Südkorea u. Lewis Dorrance, USA                            |
| 1990 | 7.     | EM in Posen                           | Papier         | Sieger: Sergei Suworow vor Iliuță Dăscălescu, Rumänien u. József Faragó                                             |
| 1991 | 11.    | WM in Warna                           | Papier         | Sieger: Kwan Duk-yong, vor Ali Reza Simkhah, Iran u. Sergei Suworow                                                 |

## Polnische Meisterschaften
Andrzei Głąb wurde in den Jahren 1988, 1989 und 1993 polnischer Meister im griechisch-römischen Stil im Papiergewicht.
Anm.: alle Wettkämpfe im griechisch-römischen Stil, OS = Olympische Spiele, WM = Weltmeisterschaft, EM = Europameisterschaft, Papiergewicht, damals bis 48 kg Körpergewicht